# Wohn- und Wirtschaftsgebäude Groß Köhren 27
Das Wohn- und Wirtschaftsgebäude Groß Köhren 27 in Beckeln, Ortsteil Groß Köhren, Samtgemeinde Harpstedt, stammt von 1908.
Das Gebäude steht unter Denkmalschutz (Siehe auch Liste der Baudenkmale in Beckeln).

## Geschichte
Das eingeschossige verputzte T-förmige Gebäude von 1908 mit Satteldächern besteht aus dem Wohn- und dem langgestreckten Wirtschaftstrakt. 
Wohntrakt mit Fensterrahmen auf Konsolen, im Giebel rundbogig, im Erdgeschoss mit Ädikulä (antikes Bauteil) in Rokokoformen. Am Trakt fügt sich traufseitig ein mittiger Wintergarten aus Glas und Eisen mit einem Zwerchhaus an. 
Die Landesdenkmalpflege befand: „...geschichtliche Bedeutung ... als beispielhaftes Wohn-/Wirtschaftsgebäude des frühen 20. Jhs., dessen Wohntrakt sich am städtischen Wohnhausbau des späten Historismus orientiert,   ...“.